# Травянка (приток Весляны)
Травянка — река в России, протекает в Гайнском районе Пермского края. Устье реки находится в 194 км по левому берегу реки Весляны. Длина реки составляет 48 км.
Исток реки на Северных Увалах в болоте Травянка-Нюр неподалёку от границы с Республикой Коми в 17 км к юго-западу от села Дзёль. Исток находится на водоразделе Волги и Северной Двины, рядом с истоком Травянки находится исток реки Тугум. Генеральное направление течения — запад, всё течение проходит по ненаселённому лесному массиву, русло сильно извилистое. Впадает в Весляну в 10 км к северу от посёлка Керос (Усть-Черновское сельское поселение).

## Данные водного реестра
По данным государственного водного реестра России относится к Камскому бассейновому округу, водохозяйственный участок реки — Кама от истока до водомерного поста у села Бондюг, речной подбассейн реки — бассейны притоков Камы до впадения Белой. Речной бассейн реки — Кама.
По данным геоинформационной системы водохозяйственного районирования территории РФ, подготовленной Федеральным агентством водных ресурсов:
- Код водного объекта в государственном водном реестре — 10010100112111100001501
- Код по гидрологической изученности (ГИ) — 111100150
- Код бассейна — 10.01.01.001
- Номер тома по ГИ — 11
- Выпуск по ГИ — 1